# Sicale bouton-d'or
Sicalis flaveola
Espèce
Statut de conservation UICN

 LC  : Préoccupation mineure
Le Sicale bouton-d'or (Sicalis flaveola) est une espèce de passereaux appartenant à la famille des Thraupidae. Auparavant, cet oiseau était connu sous les noms de Bouton-d'or commun et de Chardonneret à front d'or.

## Description
Cet oiseau mesure environ 15 cm de longueur.
Le mâle présente la calotte et le front orange vif, le reste de la tête jaune, le dessus du corps jaune verdâtre avec le manteau strié de sombre et les parties inférieures jaune vif. La femelle a le dos plus terne et le ventre beaucoup plus pâle. Avec l'âge, les colorations jaune et verte gagnent en intensité. Les yeux sont marron foncé, le bec gris brun avec la mandibule inférieure plus pâle et les pattes rose intense.

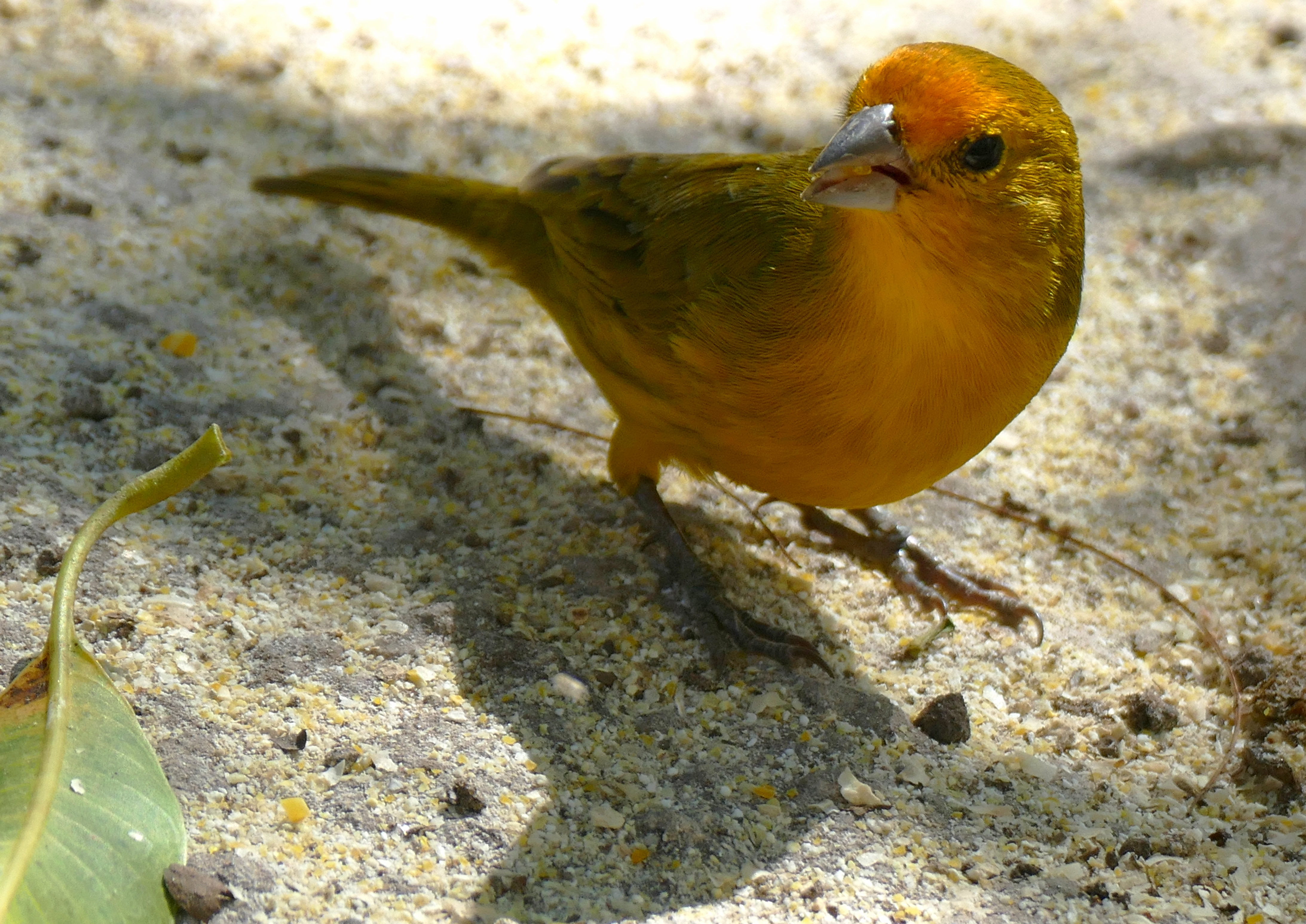
Mâle
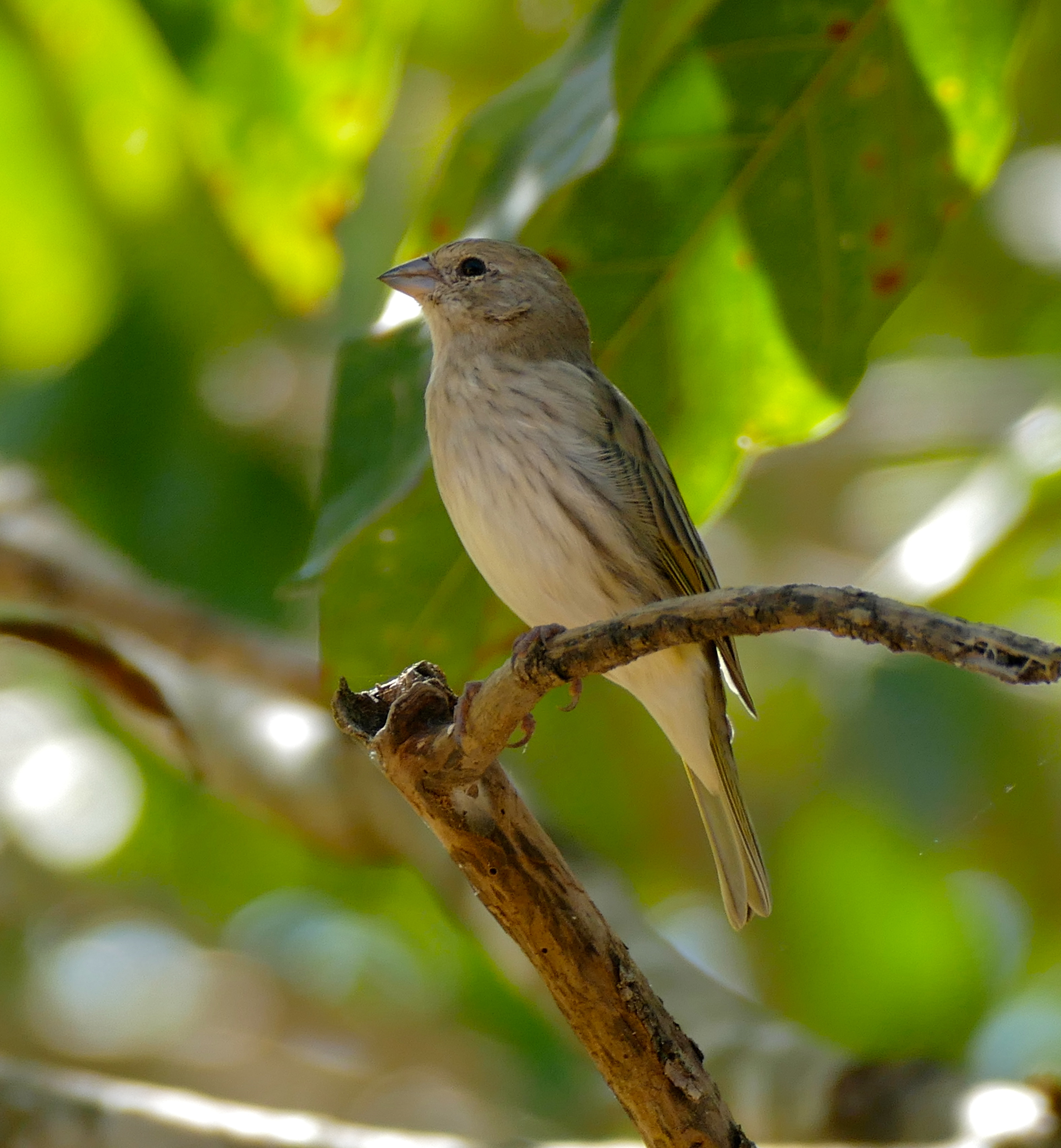
Femelle
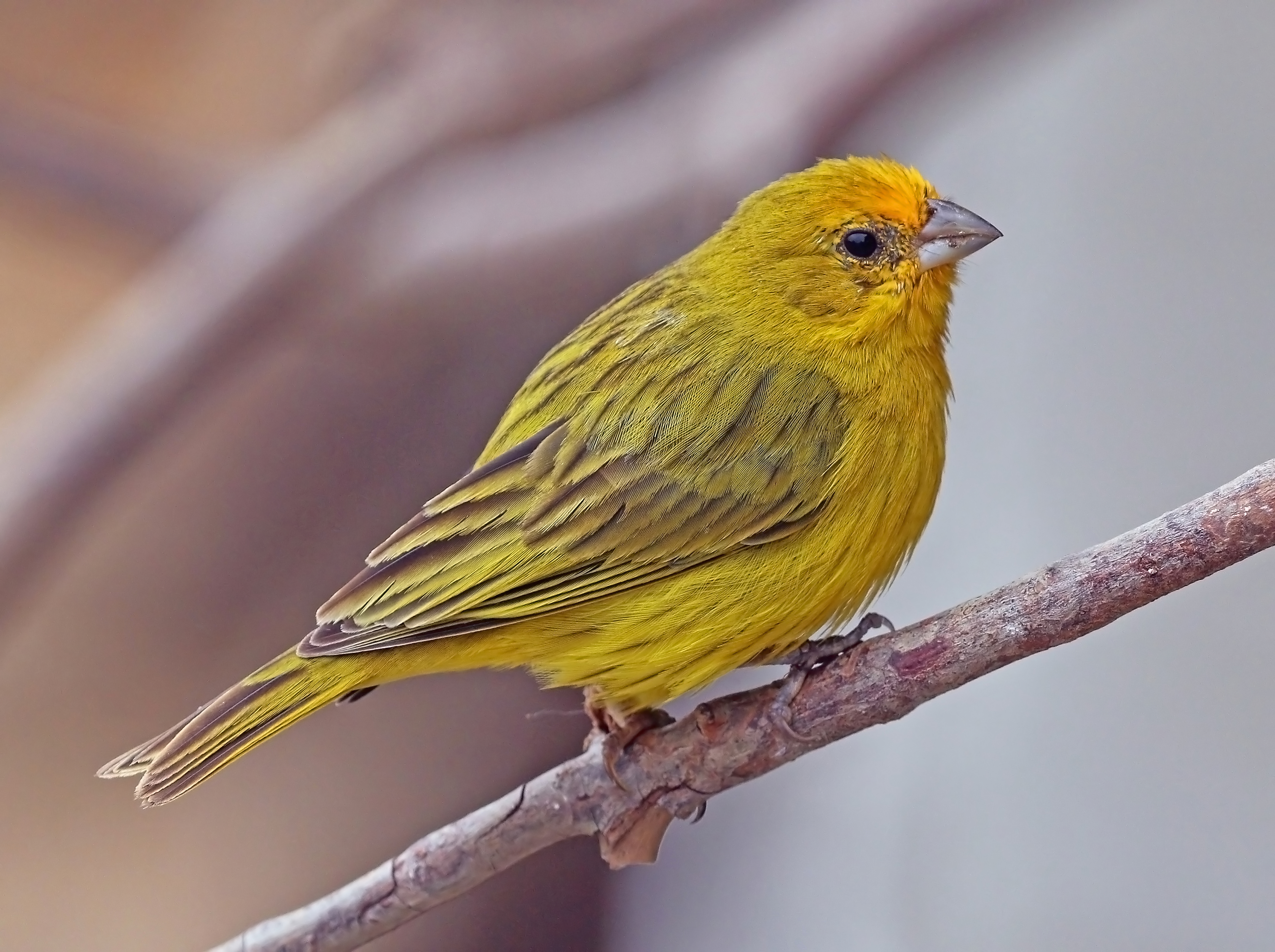
Un autre mâle

## Répartition
Cet oiseau vit en Amérique du Sud : Pérou, Équateur, Colombie, Venezuela, Guyana, Guyane et Suriname. Il a été introduit vers 1923 en Jamaïque.

## Habitat
Cet oiseau fréquente notamment les broussailles, les jardins, les parcs, les forêts et les palmeraies.